# Lorenzo Antonetti
Lorenzo Kardinal Antonetti (* 31. Juli 1922 in Romagnano Sesia, Provinz Novara, Italien; † 10. April 2013 in Novara) war ein italienischer Geistlicher, Diplomat des Heiligen Stuhls und Kurienkardinal der römisch-katholischen Kirche.

## Leben

Kardinalswappen von Lorenzo Kardinal Antonetti

Antonetti studierte an den Seminaren in Novara und Rom die Fächer Katholische Theologie und Philosophie, er war Seminarist am Almo Collegio Capranica und empfing im Jahre 1945 das Sakrament der Priesterweihe. Anschließend arbeitete er zwei Jahre lang als Gemeindeseelsorger in seinem Heimatbistum. Von 1947 bis 1951 setzte er seine Hochschulstudien fort und absolvierte ein Theologiestudium an der Päpstlichen Universität Heiliger Thomas von Aquin (Angelicum). An der Päpstlichen Universität Gregoriana wurde er in Kanonischem Recht promoviert.
1949 trat er in den diplomatischen Dienst des Heiligen Stuhls ein und absolvierte eine Ausbildung an der Päpstlichen Diplomatenakademie. Ab 1951 arbeitete er für das vatikanische Staatssekretariat. Von 1952 bis 1955 war er Attaché und Sekretär der Apostolischen Nuntiatur in Beirut, Libanon, von 1955 bis 1959 versah er die gleiche Aufgabe bei der Nuntiatur in Caracas, Venezuela. In den Jahren 1959 bis 1963 wurde er in der Abteilung für Besondere Angelegenheiten des vatikanischen Staatssekretariats eingesetzt. Weitere Auslandsstationen führten ihn als Ratgeber nach Paris, Frankreich und nach Washington, D.C., USA.
Am 23. Februar 1968 ernannte ihn Papst Paul VI. zum Titularerzbischof von Rusellae und zum Apostolischen Nuntius in Honduras und Nicaragua. Die Bischofsweihe spendete ihm Kardinalstaatssekretär Amleto Giovanni Cicognani am 12. Mai desselben Jahres. Mitkonsekratoren waren der Bischof von Novara, Placido Maria Cambiaghi, und der Weihbischof in Novara, Edoardo Piana Agostinetti. Von 1973 bis 1977 war er Pro-Nuntius in Kinshasa, Zaire. Von 1977 bis 1988 arbeitete er als Sekretär der Güterverwaltung des Apostolischen Stuhls APSA, die in dieser Zeit unter der Leitung der Kardinäle Villot, Caprio, Casaroli und Rossi stand. Er war unter anderem zuständig für die Liquidation der Pontificia Opera di Assistenza (POA) und von Opera Nazionale Assistenza Religiosa e Morale agli Operai (ONARMO). Er war Präsident von Fondo Assistenza Sanitaria (FAS), Mitglied der Disziplinarkommission der Römischen Kurie, der Päpstlichen Administration der Patriarchalbasilika Sankt Paul vor den Mauern und verantwortlich für die Verbreitung des neuen Codex Iuris Canonici im Jahr 1983.
1988 wurde er von Papst Johannes Paul II. zum Apostolischen Nuntius in Frankreich bestellt. Am 24. Juni 1995 erfolgte die Ernennung zum Pro-Präsidenten der Güterverwaltung des Apostolischen Stuhls APSA.
Am 21. Februar 1998 nahm ihn Papst Johannes Paul II. als Kardinaldiakon mit der Titeldiakonie Sant’Agnese in Agone in das Kardinalskollegium auf. Vom 23. Februar bis zum 5. November 1998 war Antonetti Präsident der Güterverwaltung des Apostolischen Stuhls (APSA). Von 1998 bis 2006 war er päpstlicher Delegat für die Basilika San Francesco in Assisi. 2001 bestätigte ihn der Papst als Mitglied der Päpstlichen Kommission für den Staat der Vatikanstadt.
Am Konklave nach dem Tod von Papst Johannes Paul II. im Jahr 2005 nahm er nicht mehr teil, da er das Alter von 80 Jahren bereits überschritten hatte.
Am 1. März 2008 erhob ihn Benedikt XVI. zum Kardinalpriester pro hac vice.
Kardinal Antonetti nahm auch nicht mehr am Konklave 2013 teil. Er starb vier Wochen nach der Wahl von Papst Franziskus und wurde in seiner Heimatgemeinde Romagnano Sesia beigesetzt.